# I Believe (singel Bon Jovi)
I Believe – singel zespołu Bon Jovi wydany w 1993 za pośrednictwem wytwórni Mercury Records, promujący album Keep the Faith. Autorem utworu jest Jon Bon Jovi.
Utwór znajdował się na liście utworów trasy koncertowej I'll Sleep When I'm Dead Tour (1993), okazjonalnie był również grany podczas Crush Tour (2000).
Utwór uplasował się na 11. miejscu UK Singles Chart, 34. Swiss Music Charts, 40. ARIA Charts i 32. list przebojów w Holandii.

## Spis utworów
Sporządzono na podstawie materiału źródłowego.
1. „I Believe” (Clearmountain Mix) 4:24
2. „Runaway” (Live) 5:24
3. „Livin’ on a Prayer” (Live) 5:40
4. „Wanted Dead or Alive” (Live) 5:00